# کوراییم
کوراییم شهری دربخش کوراییم واقع درشهرستان نیر یکی از شهرستان های استان اردبیل است.فاصله این شهر تا اردبیل مرکز استان ۵۱ کیلومتر و تا نیر مرکز شهرستان ۴۰ کیلومتر است.

## جمعیت
بر پایه سرشماری عمومی نفوس و مسکن در سال ۱۳۹۵ جمعیت این شهر ۸۳۱ نفر (در ۲۳۲ خانوار) بوده است.